# Campeonato de España de Ciclismo Contrarreloj 2017
La XXIV edición del Campeonato de España de Ciclismo Contrarreloj se disputó el 23 de junio de 2017 en Soria, por un circuito que constó de 43 km de recorrido.
Participaron 38 ciclistas, siendo el equipo más representado el Movistar Team (7 corredores).
El ganador de la prueba fue Jonathan Castroviejo que superó a Mikel Landa y a Jesús Herrada, segundo y tercero respectivamente.

## Clasificación final
| \| Clasificación general \| Clasificación general \| Clasificación general \| Clasificación general \| Clasificación general \| \| Ciclista \| Ciclista \| Equipo \| Tiempo \| \| \| --------------------- \| --------------------- \| ---------------------- \| --------------------- \| --------------------- \| \| 1.º \| Jonathan Castroviejo \| Movistar Team \| 53 min 26 s \| \| \| 2.º \| Mikel Landa \| Team Sky \| + 1 min 08 s \| \| \| 3.º \| Jesús Herrada \| Movistar Team \| + 1 min 25 s \| \| \| 4.º \| Marc Soler \| Movistar Team \| + 1 min 48 s \| \| \| 5.º \| Imanol Erviti \| Movistar Team \| + 2 min 43 s \| \| \| 6.º \| Víctor de la Parte \| Movistar Team \| + 2 min 53 s \| \| \| 7.º \| Ion Izagirre \| Bahrain-Merida \| + 3 min 07 s \| \| \| 8.º \| Héctor Carretero \| Movistar Team \| + 3 min 24 s \| \| \| 9.º \| Héctor Sáez Benito \| Caja Rural-Seguros RGA \| + 3 min 36 s \| \| \| 10.º \| Lluís Mas \| Caja Rural-Seguros RGA \| + 3 min 40 s \| \| |                      |                        |              |
| |                      |                        |              |
| |                      |                        |              |
| Clasificación general |                      |                        |              |
| Ciclista | Ciclista             | Equipo                 | Tiempo       |
| 1.º | Jonathan Castroviejo | Movistar Team          | 53 min 26 s  |
| 2.º | Mikel Landa          | Team Sky               | + 1 min 08 s |
| 3.º | Jesús Herrada        | Movistar Team          | + 1 min 25 s |
| 4.º | Marc Soler           | Movistar Team          | + 1 min 48 s |
| 5.º | Imanol Erviti        | Movistar Team          | + 2 min 43 s |
| 6.º | Víctor de la Parte   | Movistar Team          | + 2 min 53 s |
| 7.º | Ion Izagirre         | Bahrain-Merida         | + 3 min 07 s |
| 8.º | Héctor Carretero     | Movistar Team          | + 3 min 24 s |
| 9.º | Héctor Sáez Benito   | Caja Rural-Seguros RGA | + 3 min 36 s |
| 10.º | Lluís Mas            | Caja Rural-Seguros RGA | + 3 min 40 s |